# Ernst Herter

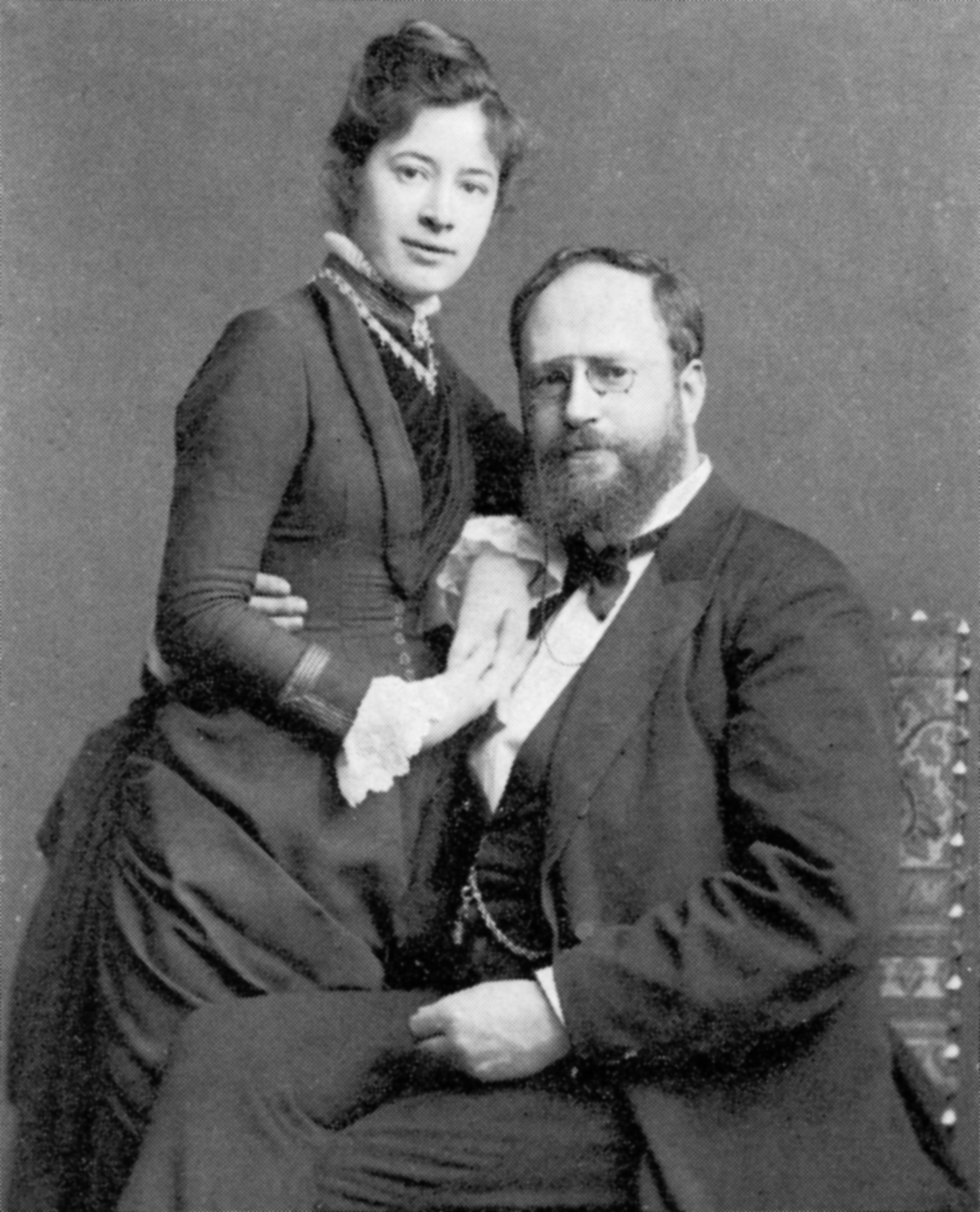
Ernst Herter tillsammans med sin fru Elisabeth omkring 1885.

Ernst Gustav Herter, född den 14 maj 1846 i Berlin, död där den 21 december 1917, var en tysk skulptör.
Herter, som var professor i Berlin, utförde en vilande Alexander (staty i brons), en döende Akilles (i marmor), båda i Berlins nationalgalleri, Antigone (marmor, för kungliga slottet i Berlin), ryttarstatyer över kejsar Vilhelm I (i Potsdam och i Thorn), ett Heine-monument (i New York 1899), dessutom dekorativa arbeten med mera. 